# 1851
1851 (MDCCCLI) a fost un an obișnuit al calendarului gregorian, care a început într-o zi de miercuri.

## Evenimente

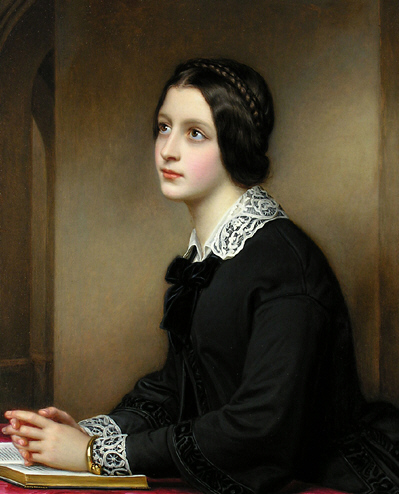
Portret al Mariei Dietsch de Joseph Karl Stieler, 1851.

### Aprilie
- 21 aprilie: Filosoful britanic John Stuart Mill se căsătorește cu Harriet Taylor.

### Mai
- 21 mai: Abolirea sclaviei în Columbia.

### Iunie
- 5 iunie: Fără un moștenitor direct, regele Frederic al VII-lea al Danemarcei se întâlnește cu Țarul Nicolae I al Rusiei pentru a alege succesorul său din Casa de Sonderburg-Glücksburg.

### Septembrie
- 18 septembrie: Este fondat ziarul The New York Times.

### Decembrie
- 24 decembrie: Arde Biblioteca Congresului Statelor Unite ale Americii.

### Nedatate
- Cupa Americii. Prima ediție al celui mai prestigios trofeu în competițiile internaționale de iahting.
- Se descoperă aur în Australia.
- Western Union Corp. Companie de telecomunicații a SUA.

## Arte, științe, literatură și filozofie
- Herman Melville publică Moby Dick
- La București se organizează prima galerie de pictură din oraș. Sunt expuse aproximativ 80 de tablouri ale unor tineri pictori români (Gheorghe Tattarescu, Theodor Aman, Petre Alexandrescu, P. Valstein) și străini.
- William Lassell descoperă Ariel și Umbriel, sateliți ai lui Uranus

## Nașteri
- 19 ianuarie: Jacobus Kapteyn, astronom olandez (d. 1922)
- 5 februarie: Ștefan Hepites, fizician și meteorolog român (d. 1922)
- 15 februarie: Spiru Haret, matematician, sociolog și om politic liberal, organizatorul învățământului românesc după 1864 (d. 1912)
- 20 aprilie: Eduardo Acevedo Díaz, prozator, politician și jurnalist uruguayan (d. 1921)
- 21 aprilie: Charles Barrois, geolog francez (d. 1939)
- 21 mai: Léon Bourgeois, om politic francez, laureat al Premiului Nobel pentru Pace (d. 1925)
- 24 iulie: Friedrich Schottky, matematician german (d. 1935)
- 3 septembrie: Olga Constantinovna a Rusiei, soția regelui George I al Greciei (d. 1926)
- 31 octombrie: Lovisa a Suediei, soția regelui Frederick al VIII-lea al Danemarcei (d. 1926)

## Decese
- 1 februarie: Mary Shelley (n. Mary Wollstonecraft Godwin), 53 ani, scriitoare engleză (n. 1797)
- 9 martie: Hans Christian Ørsted, 73 de ani, fizician și chimist danez (n. 1777)
- 14 septembrie: James Fenimore Cooper, 61 ani, scriitor american (n. 1789)
- 18 noiembrie: Ernest Augustus I de Hanovra, 80 ani, rege al Hanovrei (n. 1771)